# Kamilavkion

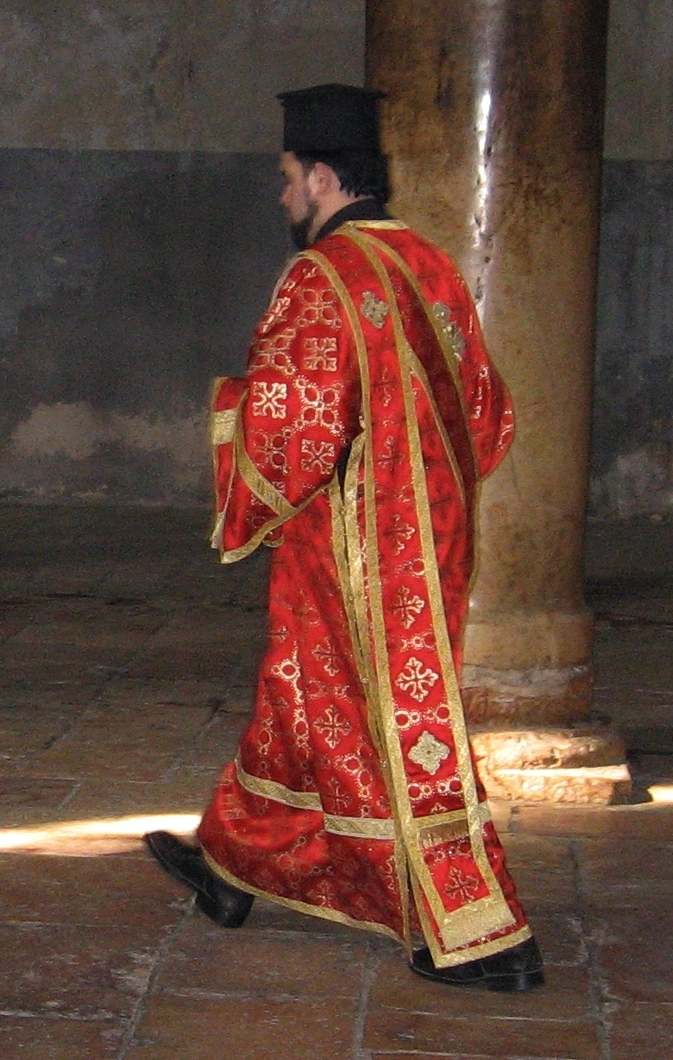
Diácono ortodoxo con el sombrero Kamilavkion.

El kamilavkion (en griego: καμιλαύκιον) es un tipo de bonete o birrete, por lo general de color negro, que llevan los diáconos de la iglesia ortodoxa. Tiene su origen en los tocados de la corte del desaparecido imperio bizantino. Combinado con el velo epanokamelavkion forman juntos el tocado obispal y patriarcal ortodoxo llamado klobuk.